# HAVI
HAVI Logistics GmbH er en tysk fødevarelogistikkoncern med aktiver 37 lande og hovedkvarter i Duisburg. I 2015 havde virksomheden 6.500 ansatte og en årsomsætning på 4,8 mia. euro. I 1975 begyndte Frigoscandia Deutschland GmbH med distribution af dybfrostvarer for McDonald’s. I 1981 blev WLS GmbH – Warenhandel + Logistik + Service etableret.